# Nesoenas cicur
Nesoenas cicur — вимерлий вид голубів роду Nesoenas, який був ендеміком о. Маврикій. Голотипом є права цівка, зібраний у 2008 році на південному сході Маврикія.